# Гут-Оул (Оклахома)
Гут-Оул (англ. Hoot Owl) — місто (англ. town) в США, в окрузі Мейз штату Оклахома. Населення — 0 осіб (2020).

## Географія
Гут-Оул розташований за координатами 36°21′36″ пн. ш. 95°7′17″ зх. д. / 36.36000° пн. ш. 95.12139° зх. д. (36.359983, -95.121414).  За даними Бюро перепису населення США в 2010 році місто мало площу 0,16 км², з яких 0,15 км² — суходіл та 0,00 км² — водойми.

## Демографія
Згідно з переписом 2010 року, у місті мешкали 4 особи в 1 домогосподарстві у складі 1 родини. Густота населення становила 26 осіб/км².  Було 1 помешкання (6/км²).
Расовий склад населення:
| - 100,0 % — корінних американців |

До двох чи більше рас належало 0,0 %. Частка іспаномовних становила 0,0 % від усіх жителів.
За віковим діапазоном населення розподілялося таким чином: 50,0 % — особи молодші 18 років, 50,0 % — особи у віці 18—64 років, 0,0 % — особи у віці 65 років та старші. Медіана віку мешканця становила 18,5 року. На 100 осіб жіночої статі у місті припадало 100,0 чоловіків;  на 100 жінок у віці від 18 років та старших — 100,0 чоловіків також старших 18 років.
Цивільне працевлаштоване населення становило 0 осіб. 